# Четвертий чоловік (фільм)
«Четвертий чоловік» (нід. De vierde man) — нідерландський фільм-трилер 1983 року, поставлений режисером Полом Верговеном за однойменним романом Герарда Реве. Фільм був висунутий претендентом від Нідерландів у номінацію «За найкращий іноземний фільм» на 56-у церемонію вручення премії «Оскар», але до короткого списку номінантів не потрапив.

## Сюжет
Відомий письменник Герард Реві — бісексуал, суперечливий, має алкоголізм і нав'язливі ідеї, але вважає себе при цьому переконаним католиком. У його книгах вигадка тісно переплітається з реальністю, так що іноді навіть сам автор не може достеменно сказати: що саме він придумав, а що сталося насправді.
Поїхавши одного разу на запрошення літературного клубу до Вліссінгена, на вокзалі Амстердаму Герард відчуває непереборний потяг до чоловіка, якого він випадково зустрів на пероні. У клубі письменник представлений Крістіні Галсслаг, заможній, молодій, але вже тричі овдовілій пані, що працює у власній перукарні. Легко зійшовшись, цією ж ночі вони вступають в інтимні стосунки. На ранок Реві випадково помічає світлину близького друга Крістіни, Германа, й упізнає в ньому пасажира з амстердамського вокзалу. Попри застережні видіння, захоплений пристрастю, він домагається знайомства з Германом. Реві знаходить у будинку Крістіни любительські кіноплівки, що відносяться до трьох періодів її шлюбу. Перегляд плівок змушує його засумніватися, що загибель кожного з колишніх чоловіків була випадковою. Під час романтичного вікенду в гостях у Крістіни у хворій уяві Герарда виникає питання: він, чи Герман стане четвертим чоловіком мадам Галсслаг — четвертою жертвою передбачуваної «чорної вдови»?

## У ролях
| • Єрун Краббе      | … | Герард Реве       |
| • Рене Саутендейк  | … | Крістіна Галсслаг |
| • Том Гоффман      | … | Герман            |
| • Дольф де Вріс    | … | доктор де Вріс    |
| • Герт де Йонг     | … | Ріа               |
| • Ганс Верман      | … | трунар            |
| • Геро Мюллер      | … | Йозефс            |
| • Кароліна де Бес  | … | Адрієнн           |
| • Рейну Буссемакер | … | перший чоловік    |
| • Ерік Й. Мейєр    | … | другий чоловік    |
| • Урсул Де Ґір     | … | третій чоловік    |

## Знімальна група
- Автор сценарію — Герард Сутеман за романом Герарда Реве «Четвертий чоловік» (1981)
- Режисер-постановник — Пол Верговен
- Продюсер — Роб Гаувер
- Оператор — Ян де Бонт
- Композитор — Лоек Діккер
- Монтаж — Іне Шенккан
- Художник з костюмів — Еллі Клаус
- Артдиректор — Роланд де Гроот

## Відгуки критиків

Кадр з фільму

- «А. В. Клуб» агентства The Onion: «„ Четвертий чоловік“ починається як чудовий трилер Гічкока, щоб несподівано перетекти в сюрреалістичну комедію, властиву як Бунюелю, так і Гічкоку. Присутністю загадкової блондинки-спокусниці, бісексуального письменника, аурою найвищої розбещеності фільм багато в чому передбачає „Основний інстинкт“»[2].
- Джеймс Ньюман, кінооглядач порталу ImagesJournal.com: «Верговен знімає фільм, використовуючи цілий потік готичних образів. Ім'я на стрічці (поминального вінка) у труни складається в його ім'я Герард. Жінка чистить яблуко і шкірка опускається на голову її сина як німб (перетворюючи її на Діву Марію, а її сина — в немовля Ісуса). <…> Але ці образи — банальна нісенітниця в порівнянні з головним видінням Герарда: він уявляє розп'яття у повному розмірі з красивим дружком Крістіни замість Христа. <…> Напис над входом до салону краси свідчить „Sphinx“, але дві неонові букви, мерехтячи, гаснуть, внаслідок чого читається слово „Spin“, що французькою — „павук“»[3].

## Нагороди та номінації
| Список нагород та номінацій             | Список нагород та номінацій | Список нагород та номінацій               | Список нагород та номінацій | Список нагород та номінацій | Список нагород та номінацій |
| Кінофестиваль/Кінопремія                | Рік                         | Категорія                                 | Номінант(и)                 | Результат                   | Дж                          |
| --------------------------------------- | --------------------------- | ----------------------------------------- | --------------------------- | --------------------------- | --------------------------- |
| Міжнародний кінофестиваль у Торонто     | 1983                        | Міжнародна премія критиків                | Четвертий чоловік           | Перемога                    |                             |
| Міжнародний кінофестиваль у Чикаго      | 1983                        | Золотий Г'юго за найкращий художній фільм | Четвертий чоловік           | Номінація                   |                             |
| Фестиваль фантастичних фільмів в Авор'я | 1984                        | Гран-прі                                  | Четвертий чоловік           | Номінація                   |                             |
| Фестиваль фантастичних фільмів в Авор'я | 1984                        | Спеціальний приз журі                     | Четвертий чоловік           | Перемога                    |                             |
| Національна рада кінокритиків США       | 1984                        | ТОП іноземних фільмів                     | Четвертий чоловік           | Перемога                    |                             |
| Асоціація кінокритиків Лос-Анджелеса    | 1984                        | Найкращий іноземний фільм                 | Четвертий чоловік           | Перемога                    |                             |

## Додаткова інформація
- Відповідно до написів на урнах у сімейному склепі, мадам Галсслаг втратила попередніх чоловіків за наступних обставин: Ґе Вердоні (1950—1972) — розтерзаний левом; Йоган Вердейз (1948—1975) — загинув через парашут, що не розкрився; Генк Ландерс (1946—1978) — розбився на швидкісному катері.[5]